# Tampone di Moore

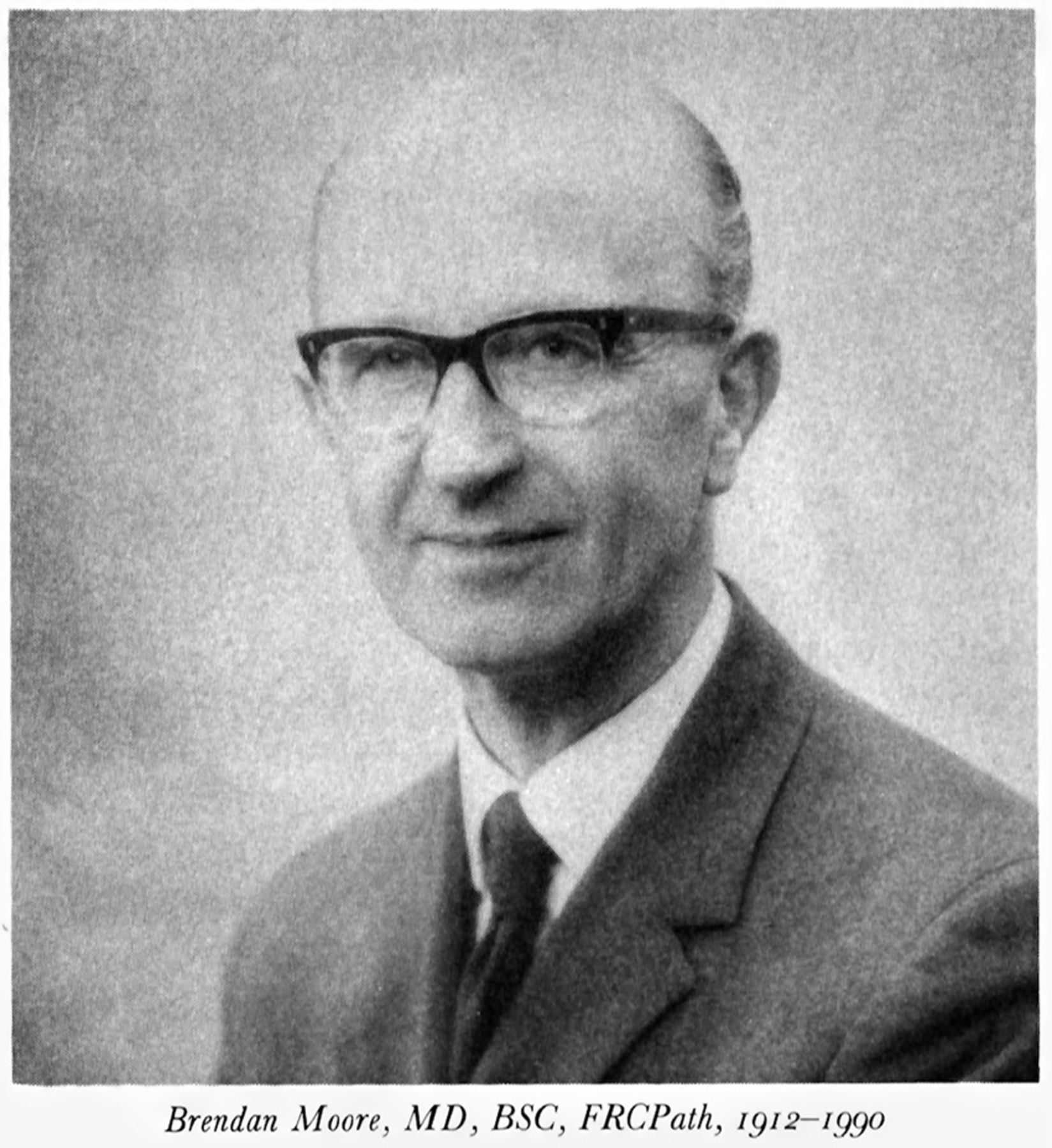
Brendan Moore

Il tampone di Moore (in inglese Moore swab) è un metodo di sorveglianza ambientale utilizzato a lungo dai sanitari di tutto il mondo per rilevare e isolare i patogeni enterici - che si possono trovare nei materiali biologici come le feci o le urine - rilevabili nell'acqua sia reflua che non.

## Storia
Il tampone di Moore fu descritto per la prima volta da Brendan Moore nel 1946 per rintracciare Salmonella Paratyphi B dalle acque reflue nel Devon settentrionale, in Inghilterra, al fine di determinare le fonti di infezione responsabili di sporadiche epidemie di febbre paratifoide.
Esso fu, in seguito, usato estensivamente per rilevare diversi agenti patogeni escreti nelle acque, come i coxsackie virus, i poliovirus, i norovirus umano, l'escherichia coli O157: H7, il vibrio cholerae O1 e la salmonella typhi.
Nel corso degli anni la tecnica, un tempo utilizzata per tracciare i portatori cronici di Salmonella Paratyphi B, si estese alla sorveglianza ambientale, allo studio di epidemie in corso e al rilevamento di patogeni in una serie di acque potabili e di quelle reflue.
Dal 2020 il tampone è usato per la ricerca nelle acque reflue del virus SARS-CoV-2.

## Fabbricazione e uso
Il tampone di Moore funge da filtro per raccogliere e trattenere microrganismi per un lungo periodo di tempo.
Si compone a partire da una striscia di garza di cotone lunga circa 120 cm e larga circa 15 cm, ripiegata a metà 3 volte fino ad assumere la forma di un cuscinetto quadrato di 15 cm di lato.
Tale cuscinetto è poi legato lungo la linea mediana con un filo di nylon o una lenza da pescatore e, se del caso, sterilizzato in autoclave.
Alcune varianti di fabbricazione prevedono tagli lungo il corpo del tampone così costruito, oppure la legatura a un estremo piuttosto che alla mediana.
I tamponi così predisposti sono immersi nei liquami della rete fognaria in punti predefiniti di pescaggio in modo da intercettare l'eventuale presenza di patogeni a monte del punto di prelievo.
Tale tipo di campionamento opera in modo differente rispetto al prelievo dei campioni grab a volume singolo.
Quest'ultimo, infatti, agisce come una fotografia sul substrato prelevato, laddove il tampone di Moore restituisce uno spaccato storico, per il tempo d'immersione, della presenza e lo sviluppo dei patogeni.

## Letteratura di approfondimento
- (EN) Sally Kelly, Johan Winsser e Warren Winkelstein, Jr., Poliomyelitis and Other Enteric Viruses in Sewage, in American Journal of Public Health and the Nation's Health, vol. 47, n. 1, Washington, American Public Health Association, gennaio 1957,  pp. 72-77, DOI:10.2105/ajph.47.1.72.
- (EN) Jan Zdražílek, Helena Šrámová e Věra Hoffmanová, Comparison of Poliovirus Detection in Sewage and Stool Samples; A Study in a Crèche in the Third Week After Vaccination, in International Journal of Epidemiology, vol. 6, n. 2, Oxford, Oxford University Press, 1977,  pp. 169-172, DOI:10.1093/ije/6.2.169, ISSN 0300-5771 (WC · ACNP), PMID 197033.
- (EN) Michael H. Merson, William T. Martin, John P. Craig, George K. Morris, Paul A. Blake, Günther F. Craun, John C. Feeley, Joaqín C. Camacho e Eugene J. Gangarosa, Cholera on Guam, 1974: Epidemiologic Findings and Isolation of Non-Toxicogenic Strains, in American Journal of Epidemiology, vol. 105, n. 4, Oxford, 1º aprile 1977,  pp. 349-361, DOI:10.1093/oxfordjournals.aje.a112393, ISSN 1476-6256 (WC · ACNP), PMID 848485.
- (EN) T.J. Barrett, P.A. Blake, G.K. Morris, N.D. Puhr, H.B. Bradford e J.G. Wells, Use of Moore Swabs for Isolating Vibrio Cholerae from Sewage, in Journal of Clinical Microbiology, vol. 11, n. 4, Washington, American Society for Microbiology, 1980,  pp. 385-88, DOI:10.1128/jcm.11.4.385-388.1980, ISSN 0095-1137 (WC · ACNP).
- (EN) Center for Disease Control, Morbidity and Mortality Weekly Report, vol. 30, n. 21, Washington, Dipartimento della salute e dei servizi umani degli Stati Uniti d'America, 5 giugno 1981.
- (EN) Cyrus H. Simanjuntak e et al., Safety, Immunogenicity, and Transmissibility of Single-Dose Live Oral Cholera Vaccine Strain CVD l03-HgR in 24- to 59-Month-Old Indonesian Children, in The Journal of Infectious Diseases, vol. 168, n. 5, 1º novembre 1993,  pp. 1169-76, DOI:10.1093/infdis/168.5.1169, ISSN 0022-1899 (WC · ACNP), PMID 8228350.
- (EN) George W. Beran (a cura di), Handbook of Zoonoses, Second Edition, Section A: Bacterial, Rickettsial, Chlamydial, and Mycotic Zoonoses, Boca Raton, CRC Press, 1994, ISBN 1-000-76112-6, OCLC 1120721858.
- (EN) Ross C. Beier, Suresh D. Pillai, Timothy D. Phillips e Richard L. Ziprin (a cura di), Preharvest and Postharvest Food Safety : Contemporary Issues and Future Directions, Chicago, IFT Press Blackwell, 2004,  p. 276, ISBN 0-470-75256-4.
- (EN) Diminished Capacity: Can the FDA Assure the Safety and Security of the Nation's Food Supply? Hearings Before the Subcommitee on Oversight and Investigations of the Committee on Energy and Commerce, 110-33 Part B, Washington, House of Representatives, 13 novembre 2007.
- (EN) Michael D. Cooley, Diana Carychao, Leta Crawford-Miksza, Michéle T. Jay, Carol Myers, Christopher Rose, Christine Keys, Jeff Farrar e Robert E. Mandrell, Incidence and Tracking of Escherichia coli O157:H7 in a Major Produce Production Region in California, in Debbie Fox (a cura di), PloS one, vol. 2, n. 11, San Francisco, Public Library of Science, 14 novembre 2007,  p. e1159, DOI:10.1371/rivista.pone.0001159, ISSN 1932-6203 (WC · ACNP), PMC 2174234, PMID 18174909.
- (EN) Serge Morand e et al., Socio-ecological Dimensions of Infectious Diseases in Southeast Asia, Singapore, Springer, 2015, ISBN 981-287-527-1.
- (EN) Huub Lelieveld, John Holah e Domagoj Gabrić (a cura di), Handbook of Hygiene Control in the Food Industry, 2ª ed., Amsterdam, Elsevier, 2016, DOI:10.1016/C2014-0-01825-4, ISBN 0-08-100197-5.
- (EN) Abdul Rashid Khan, Andrew Kiyu, Khebir Verasahib e Rukman Awang (a cura di), One Health Manual: On Handling Zoonotic Disease Outbreaks in Malaysia, Kuala Lumpur, Malaysian One Health University Network, 2017, ISBN 967-960-416-0.
- (EN) Peng Tian, David Yang, Lei Shan, Dapeng Wang, Qianqian Li, Lisa Gorski, Bertram G. Lee, Beatríz Quiñones e Michael D. Cooley, Concurrent Detection of Human Norovirus and Bacterial Pathogens in Water Samples from an Agricultural Region in Central California Coast, in Frontiers in Microbiology, vol. 8, Losanna, Frontiers Media, 21 agosto 2017, DOI:10.3389/fmicb.2017.01560, ISSN 1664-302X (WC · ACNP), PMC 5566579, PMID 28871242.
- (EN) Graciela Matrajt, Brienna Naughton, Ananda S. Bandyopadhyay e John Scott Meschke, A Review of the Most Commonly Used Methods for Sample Collection in Environmental Surveillance of Poliovirus, in Clinical Infectious Diseases, vol. 67, n. 1, Oxford, Oxford University Press, 15 novembre 2018,  pp. S90–S97, DOI:10.1093/cid/ciy638, ISSN 1537-6591 (WC · ACNP).